# Qingtan
El Qingtan (en chino mandarín: 清談; en  transliteración Wade-Giles: Ch'ing-t'an), cuyo significado es Conversación Pura, fue un movimiento cercano al taoísmo que se desarrolló en los reinos chinos Wei y Jin, y continuó existiendo durante el periodo de las dinastías meridionales y septentrionales.
El Qingtan promovía el debate libre y gratuito sobre metafísica y filosofía en general. Fue especialmente seguido entre las élites de las dinastías meridionales y septentrionales, que solían formular frases ingeniosas y analizar las personas y sus sentimientos. Sus adeptos más famosos fueron los siete sabios del bosque de bambú. Entre los libros que dio este movimiento destaca el Shishuo xinyu (en español, Cuentos nuevos de conversaciones en sociedad), del siglo V, obra de Liu Yiqing.